# 平島 (東京都)
平島（ひらじま）は東京都小笠原村にある島。

## 概要
平島は小笠原群島の母島列島にある無人島である。
ユネスコの世界遺産（自然遺産）に登録されている小笠原諸島の構成資産。
- 平島と周辺の岩礁等（英語: Hirajima and peripheral reefs）、世界遺産登録ID 1362-014[1]